# Tim Webber
Tim Webber (Londres) é um especialista em efeitos visuais britânico. Venceu o Oscar de melhores efeitos visuais na edição de 2014 por Gravity, ao lado de Dave Shirk, Chris Lawrence e Neil Corbould.

## Filmografia
- Harry Potter and the Goblet of Fire (2005)
- The Dark Knight (2008)
- Avatar (2009)
- Gravity (2013)